# (461) Саския
(461) Саския е астероид от астероидния пояс, открит от Макс Волф на 22 октомври 1900 година в Хайделберг.
Наречен е на Саския ван Ойленбург, съпругата на Рембранд.